# سیارک ۲۰۲۷۲
سیارک ۲۰۲۷۲ (به انگلیسی: 20272 Duyha، نامگذاری:1998FH33) بیست هزار و دویست و هفتاد و دومین سیارک کشف شده‌است که در ۲۰ مارس ۱۹۹۸ کشف شد.
قدر مطلق سیارک برابر ۱۳٫۵ است.